# Aphanogmus clavatellus
Aphanogmus clavatellus är en stekelart som först beskrevs av Szelényi 1938.  Aphanogmus clavatellus ingår i släktet Aphanogmus och familjen pysslingsteklar. Inga underarter finns listade i Catalogue of Life.